# جون دوي
جون دوي (بالإنجليزية: John Dowie) (12 ديسمبر 1955 في المملكة المتحدة - 2016) هو مدرب كرة قدم ولاعب كرة قدم بريطاني في مركز الوسط. لعب مع نادي دونكاستر روفرز ونادي سلتيك ونادي فولهام ونادي كلايد وهيوستن هوريكاينز ‏.

## وصلات خارجية
- جون دوي على موقع قاعدة بيانات كرة القدم.إي يو (الإنجليزية)